# Begonia almedana
Begonia almedana é uma espécie de Begonia.